# Пимпри-Чинчвад
Пимпри-Чинчвад (маратхи पिंपरी-चिंचवड) — индийский город в районе Пуна штата Махараштра, расположен на берегу реки Павана. Состоит из двух слившихся друг с другом городов — Пимпри и Чинчвад, которые управляются общей администрацией.

## Демография
По данным индийской переписи населения 2001 года в городе проживало 1 012 472 человек. Мужчины составляют 54 % населения, женщины 46 %. Средний уровень грамотности составляет 74 %, что выше чем в среднем по стране. уровень грамотности среди мужчин составляет 79 %, среди женщин 68 %. В Пимпри-Чинчвад 14 % населения составляют дети до 6 лет.
Основным языком в городе является маратхи, большую часть населения составляют синдхи, иммигрировавшие сюда после раздела Британской Индии в 1947 году.

## Экономика
В Пимпри-Чинчваде значительно развиты отрасли автомобильной, химической и тяжелой промышленности, развивается медицина. Много компаний работают в области информационных технологий. Бурно развивается рынок недвижимости, развитие города обуславливает потребность населения в новых торговых центрах, банках, развлекательных центрах, больницах.
Бурное развитие Пимпри-Чинчвада активно поддерживается администрацией города, которая устанавливает налоговые льготы для многих отраслей экономики.